# Sarrecave
Sarrecave is een gemeente in het Franse departement Haute-Garonne (regio Occitanie) en telt 80 inwoners (2009). De plaats maakt deel uit van het arrondissement Saint-Gaudens.

## Geografie
De oppervlakte van Sarrecave bedraagt 2,5 km², de bevolkingsdichtheid is dus 32 inwoners per km².

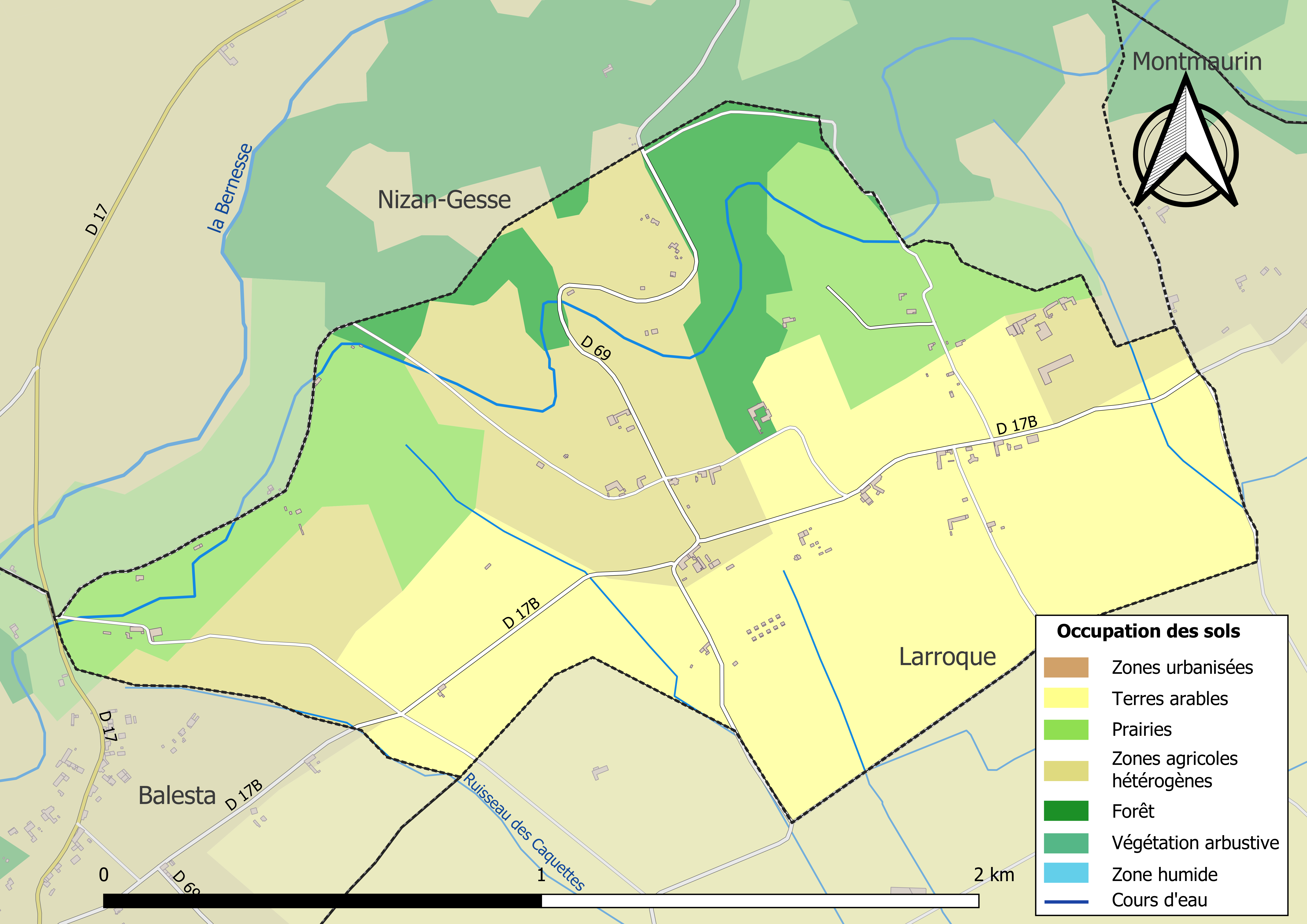
Kaart van de gemeente met de belangrijkste infrastructuur,bodemgebruik en omliggende gemeenten

## Demografie
Onderstaande figuur toont het verloop van het inwonertal (bron: INSEE-tellingen).